# Bad Sobernheim
Bad Sobernheim település Németországban, Rajna-vidék-Pfalz tartományban. Lakosainak száma 6484 fő (2023. december 31.). Bad Sobernheim Sargenroth, Nußbaum és Monzingen községekkel határos.

## Fekvése
Kirntől keletre fekvő település.

## Leírása
Bad Sobernheim régi kisváros és klimatikus gyógyhely, melynek vízgyógyintézeteit is sokan felkeresik.
A városka nevezetesebb épületei közül említésre méltó a 15. századból való háromhajós evangélikus templom, melynek északnyugati tornya még az előző, 1000 körül épült templomból maradt fenn. A toronyportál timpanonjában román kori Krisztus kép, gótikus fal- és mennyezetfestmények, 16. századi keresztelőkő és  18. századi orgona található.

## Galéria

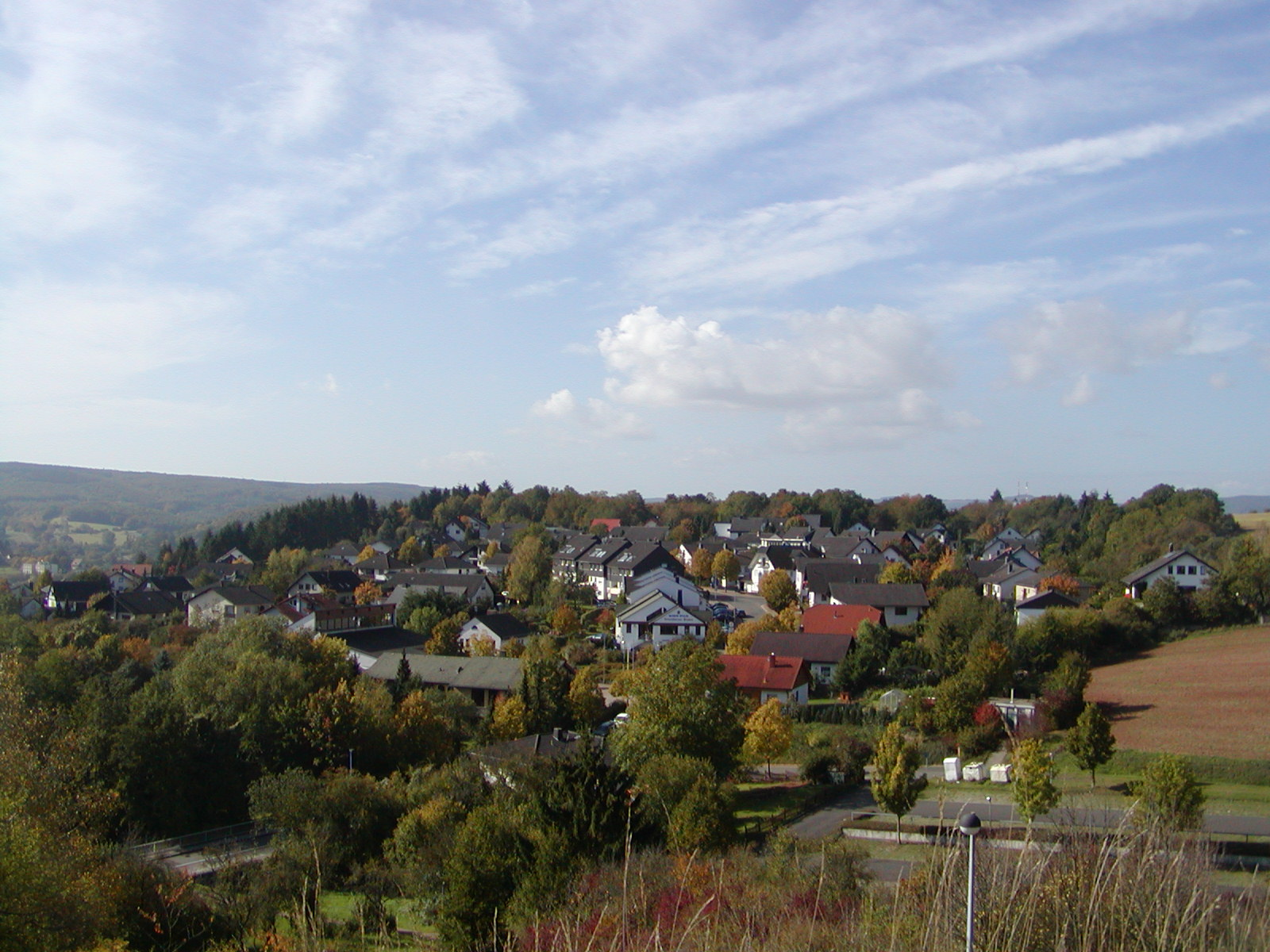
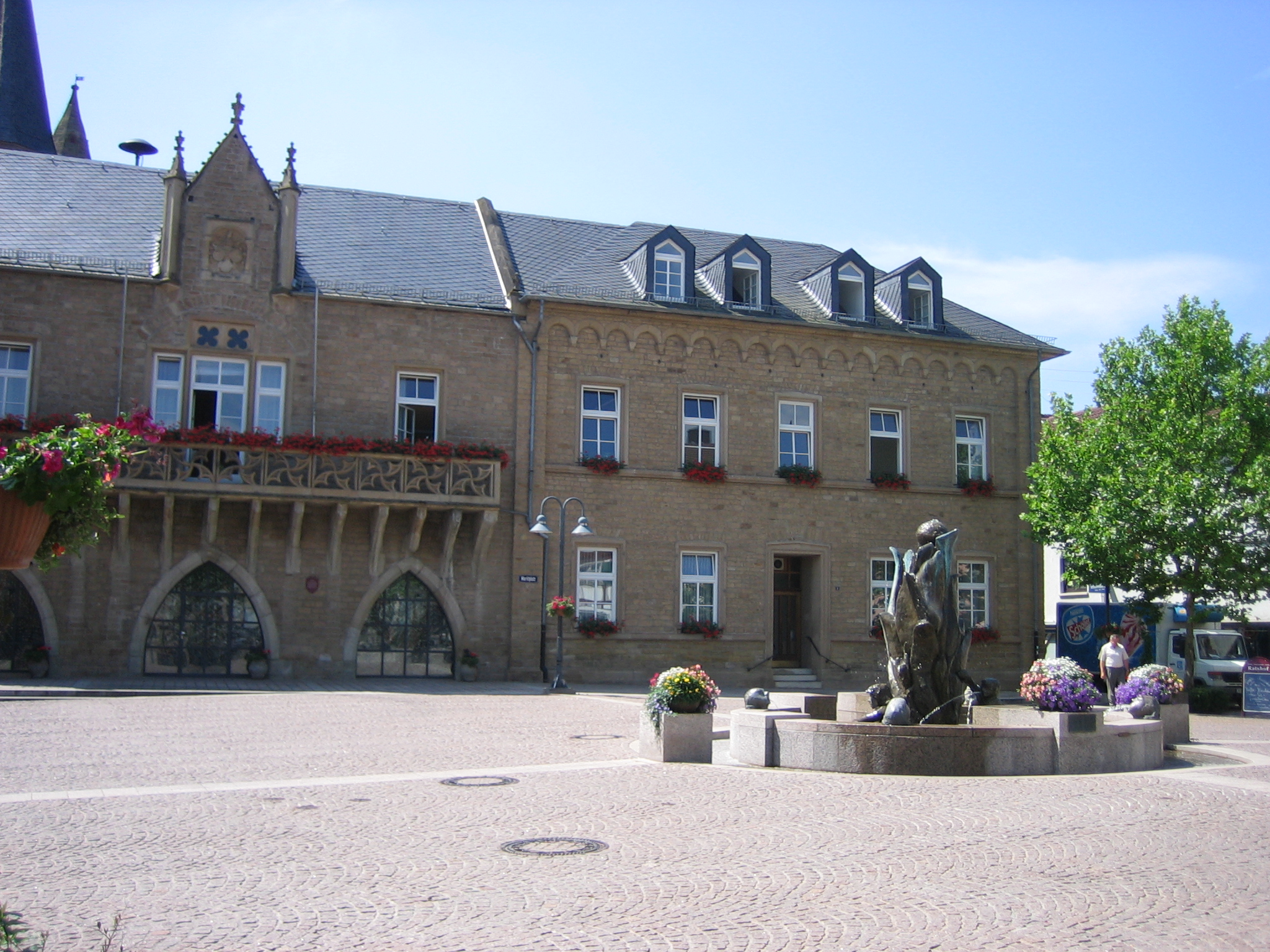
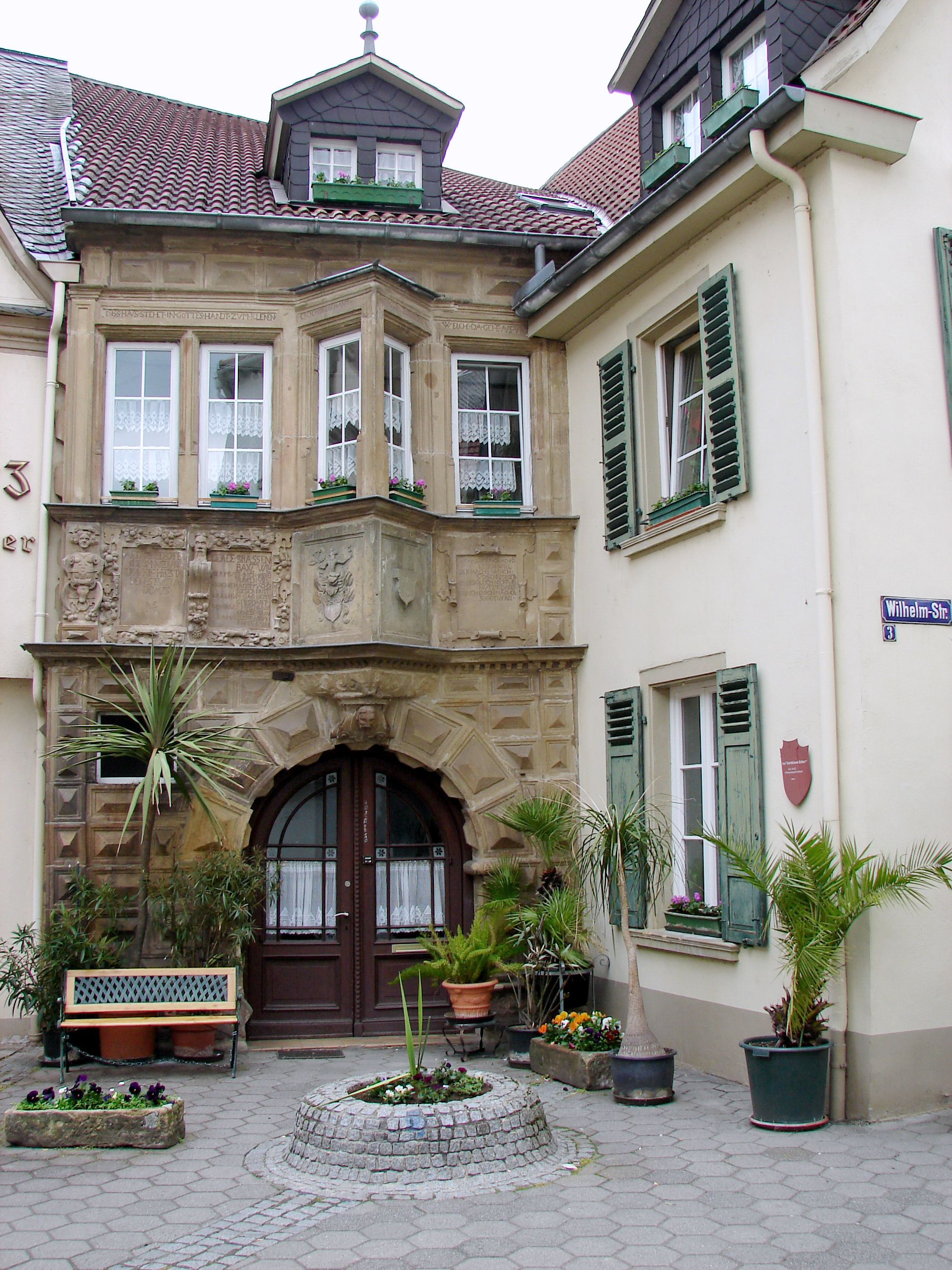
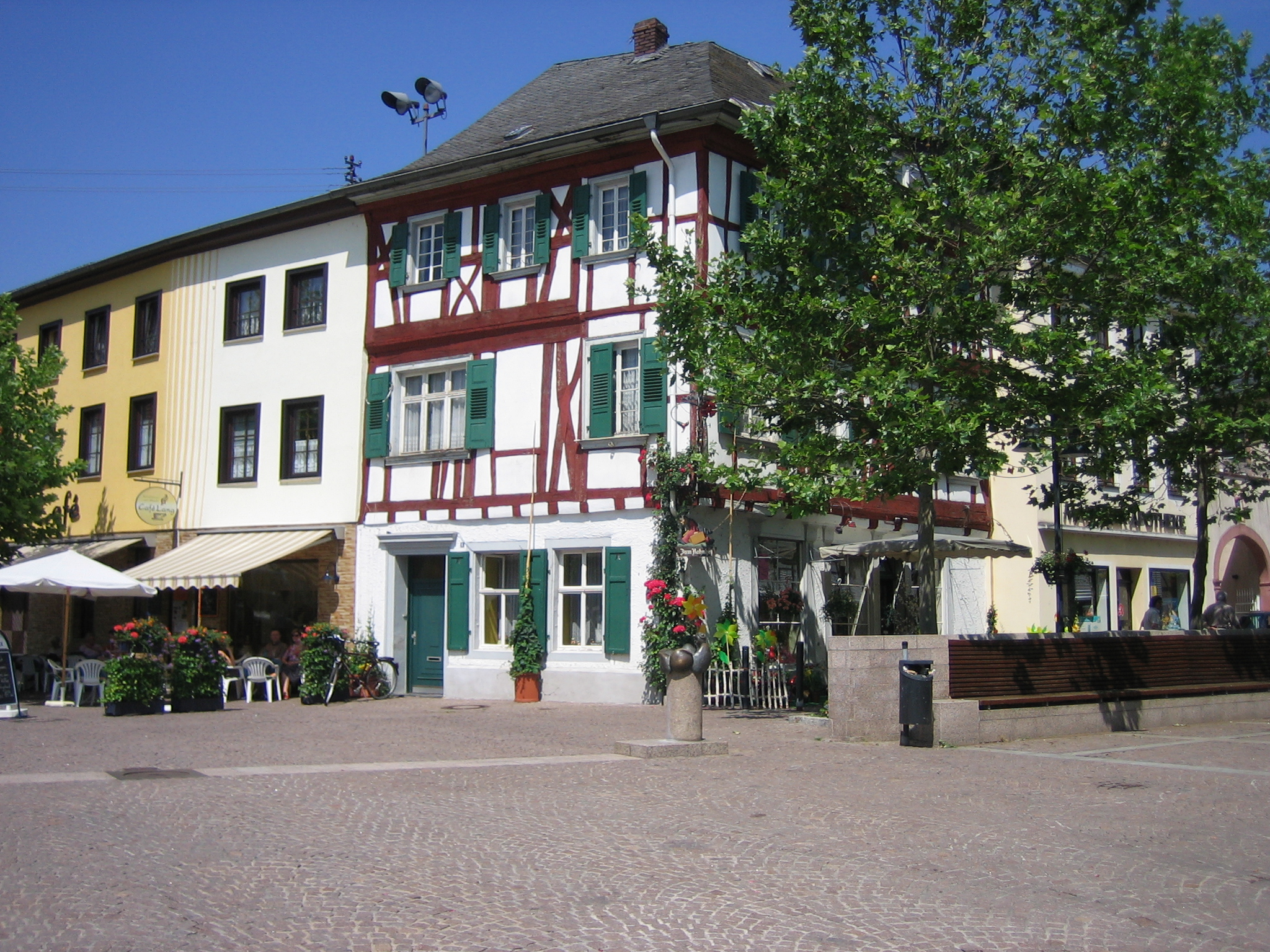
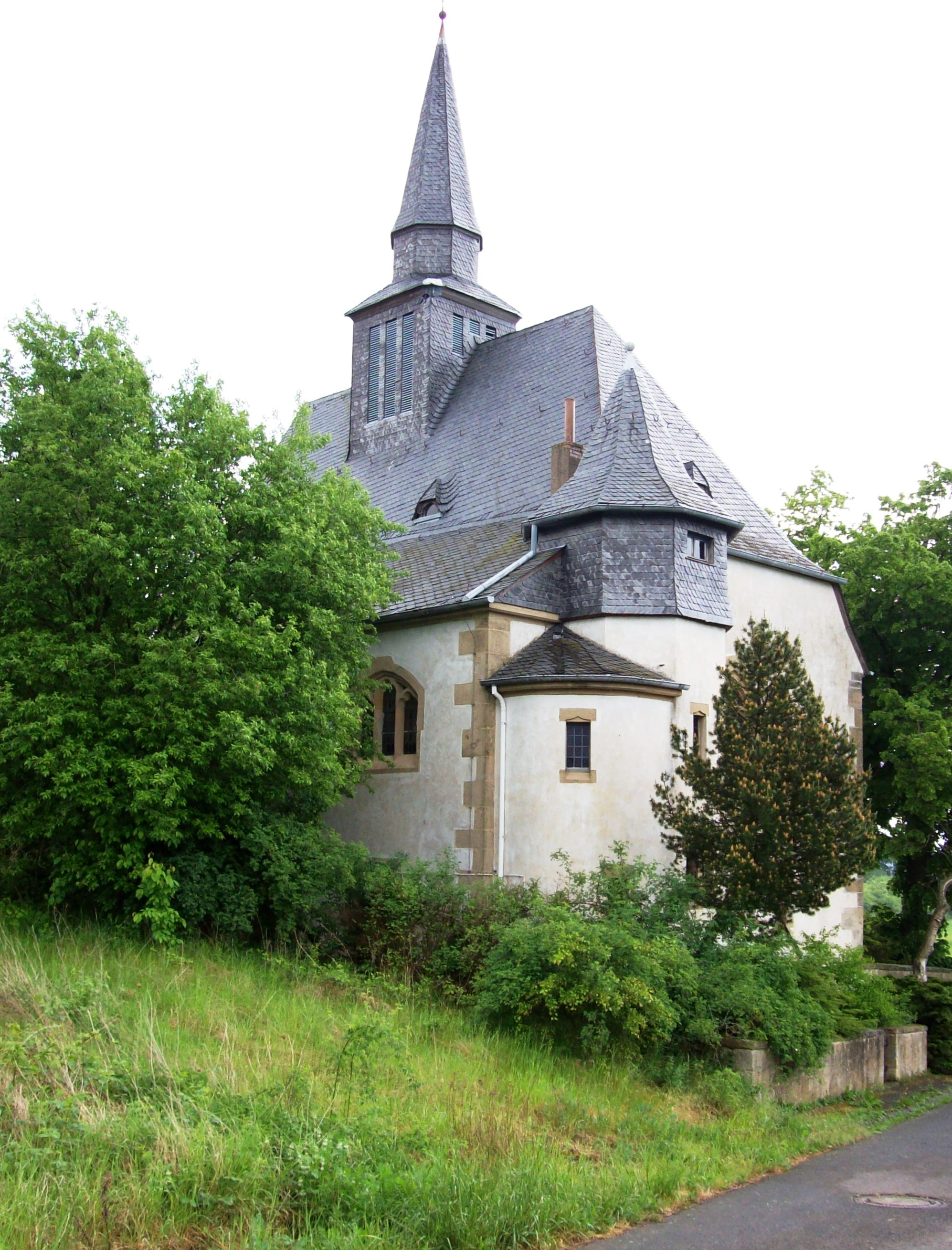
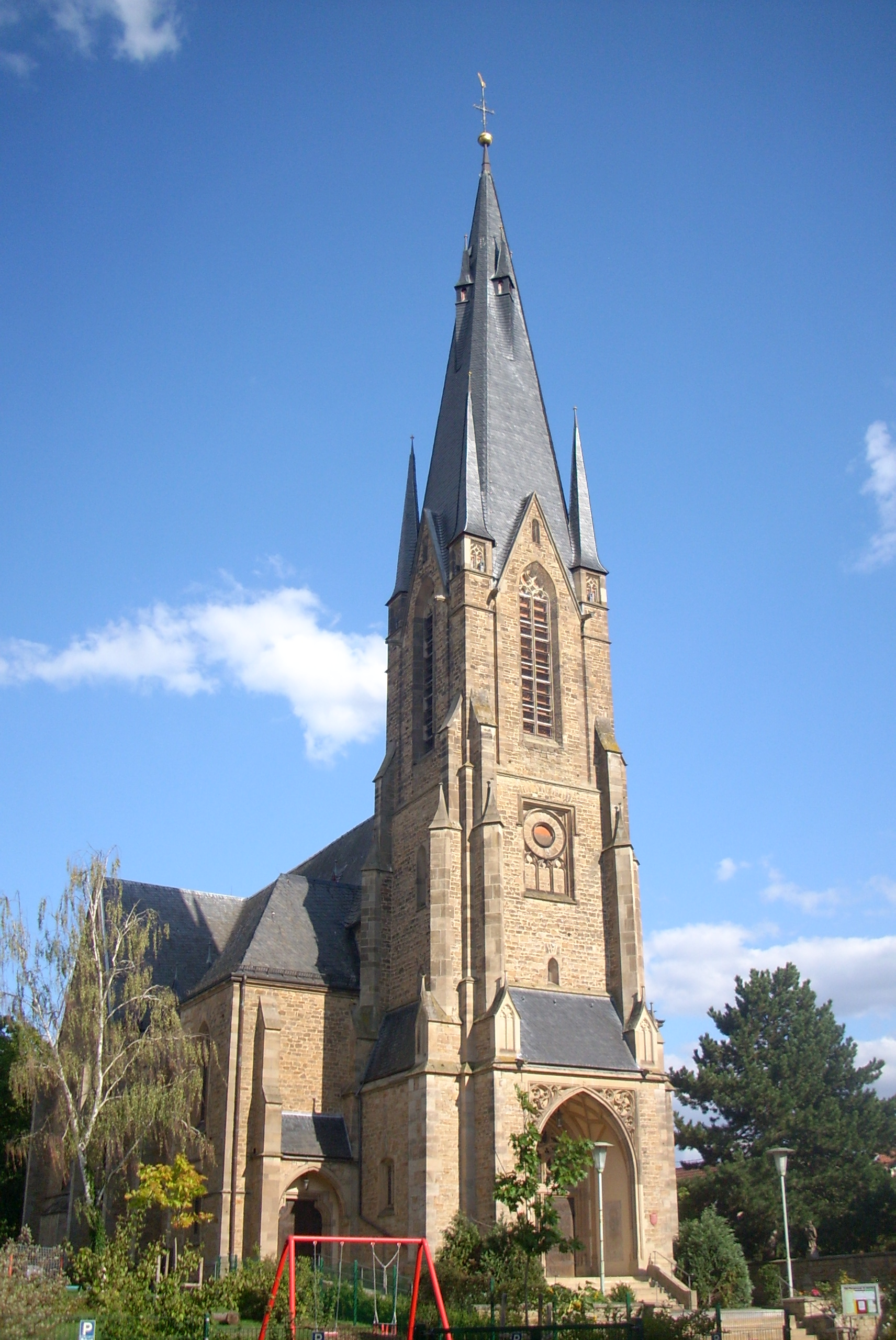
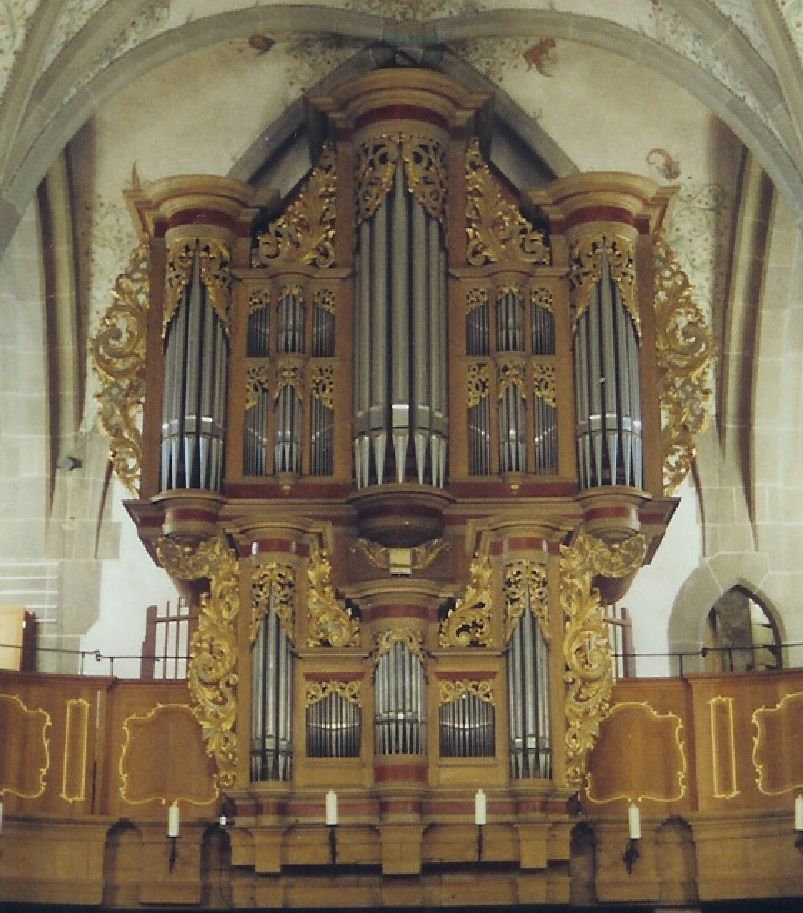
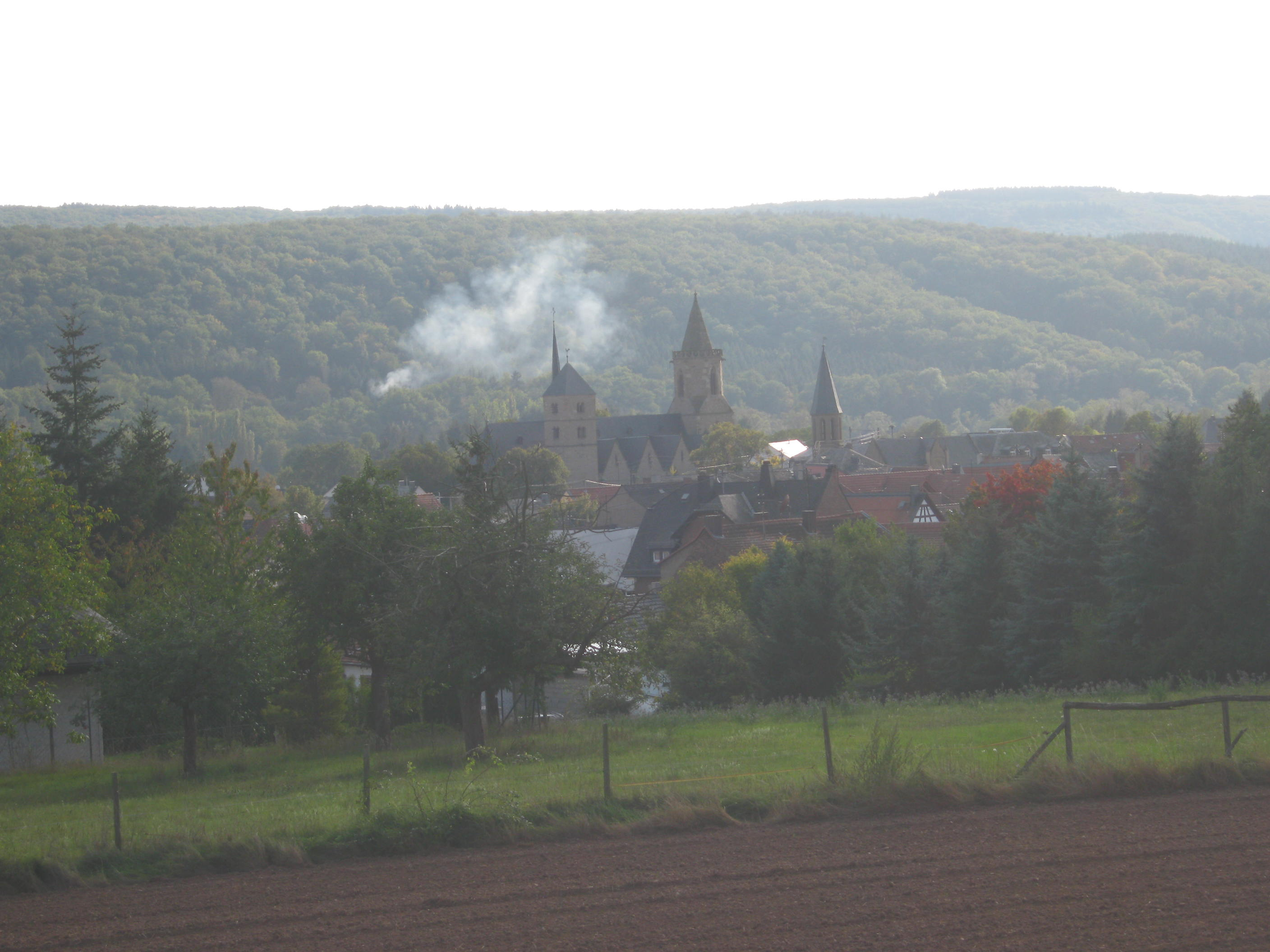
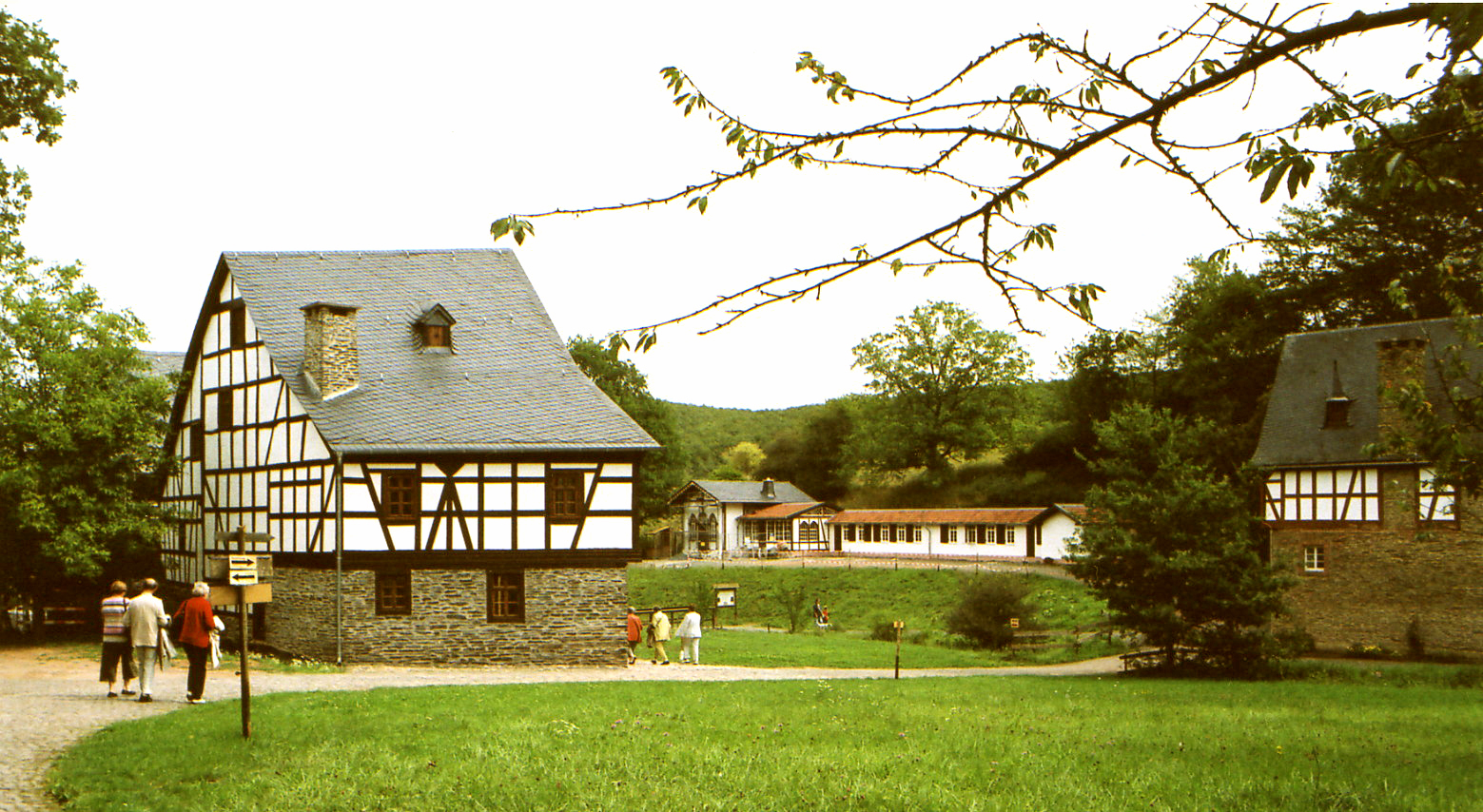
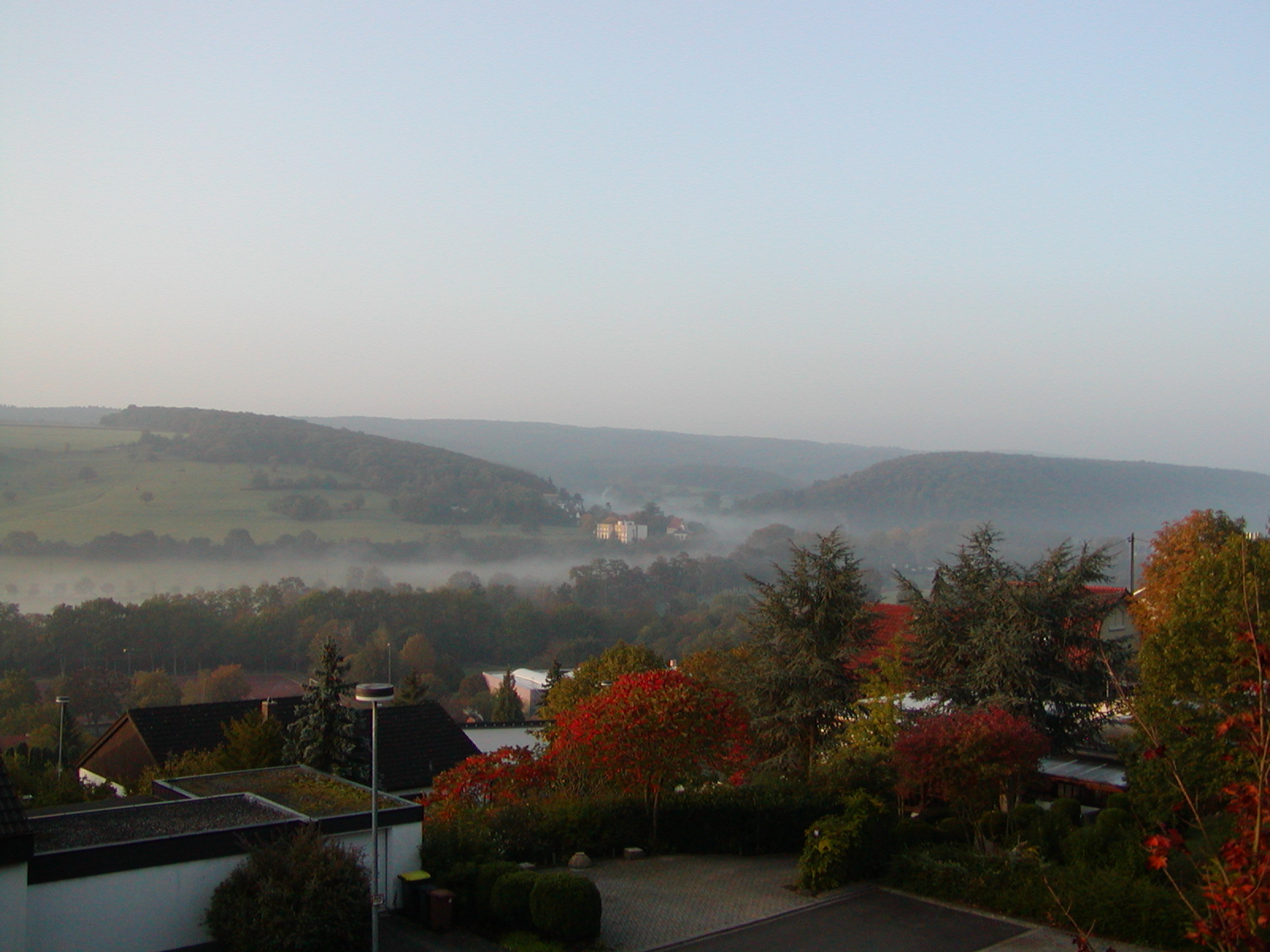
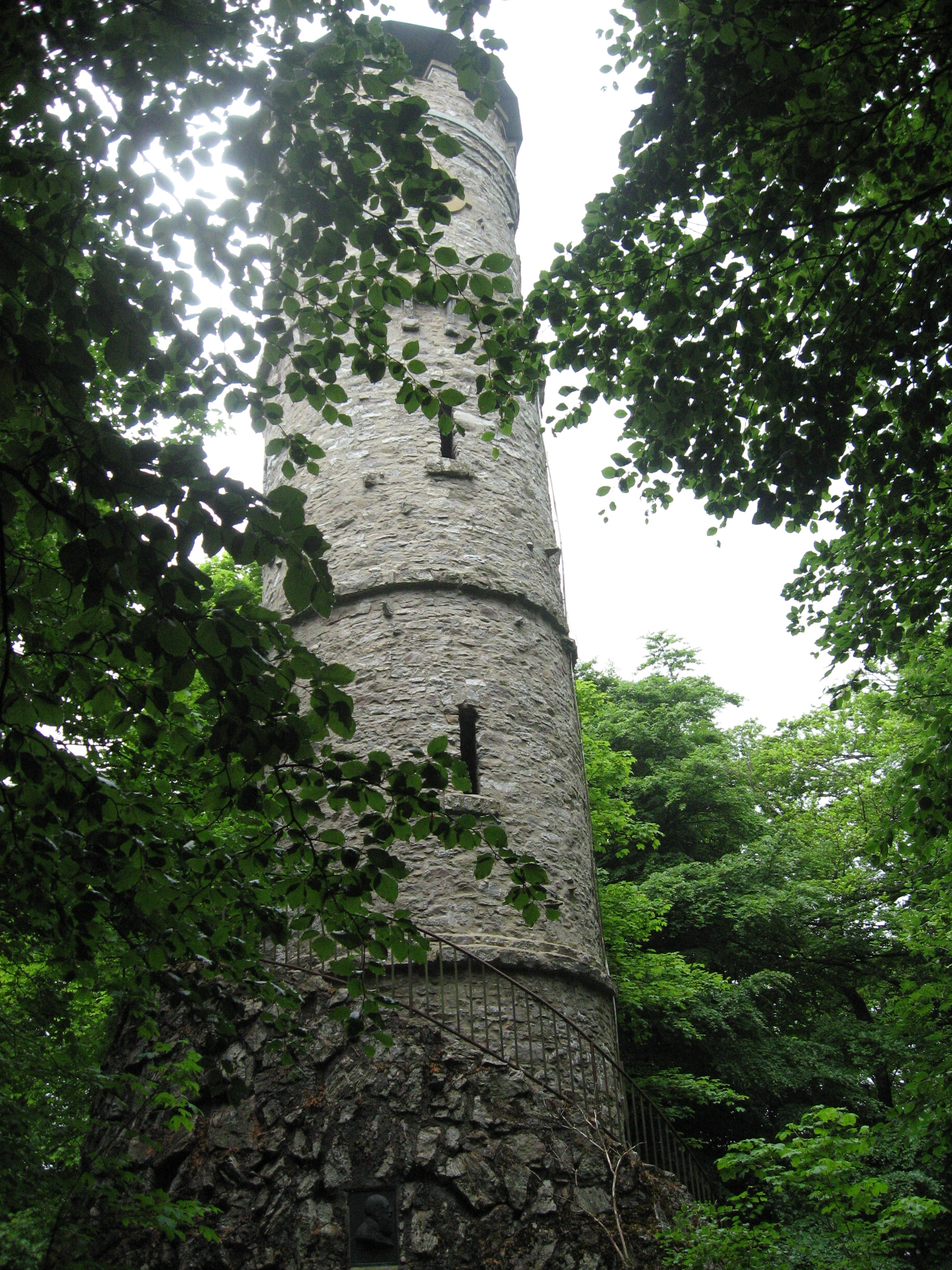
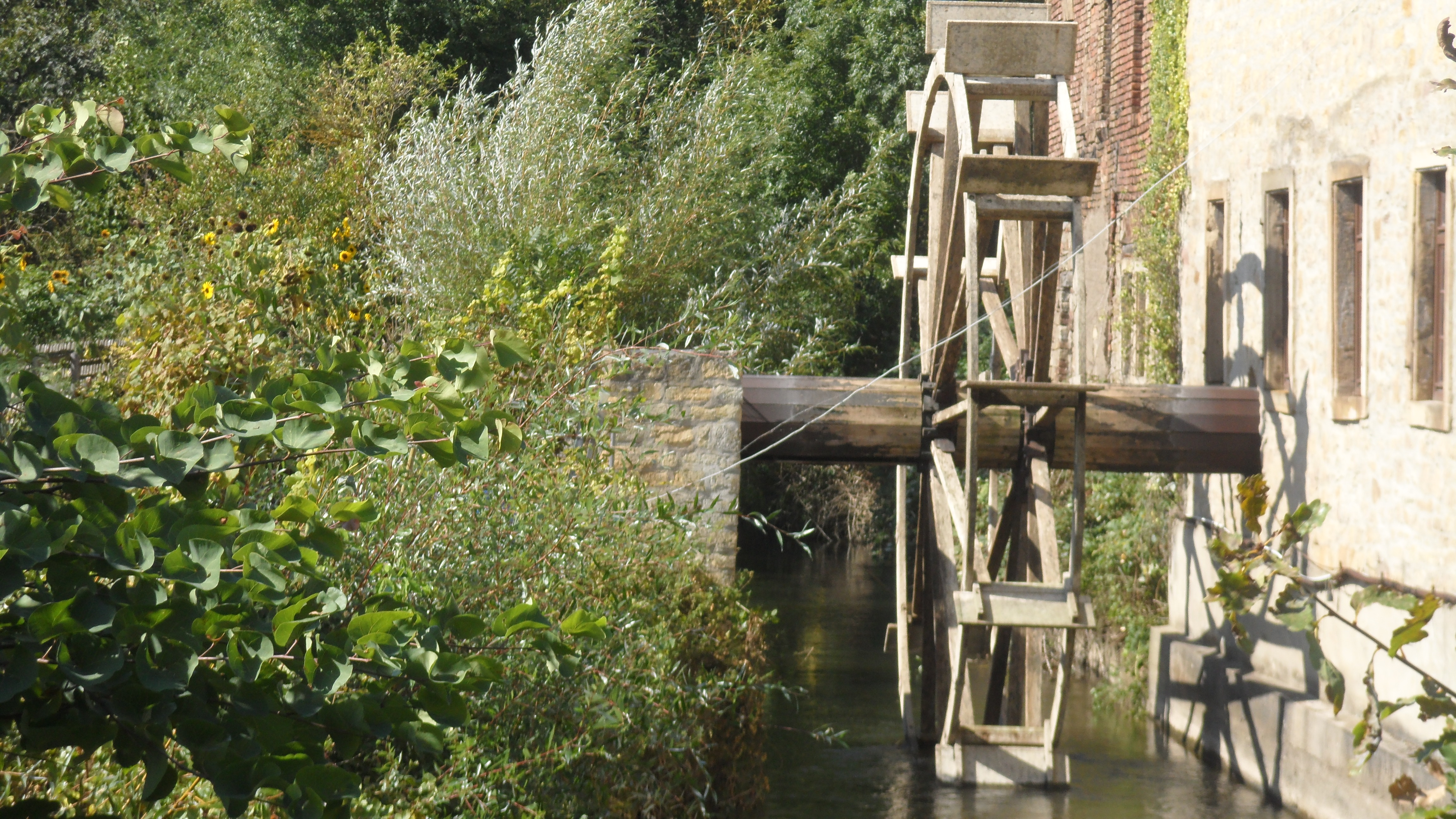
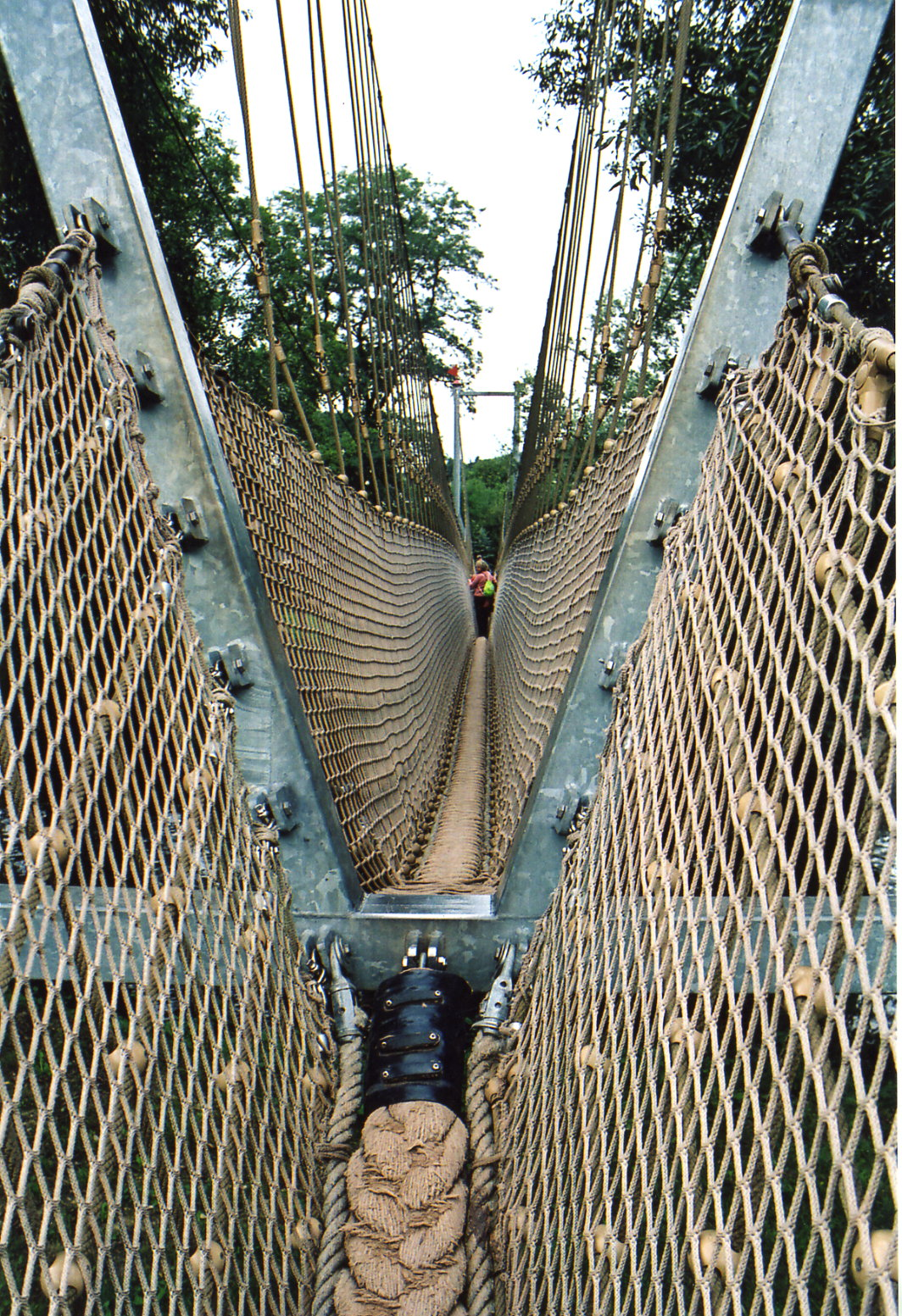
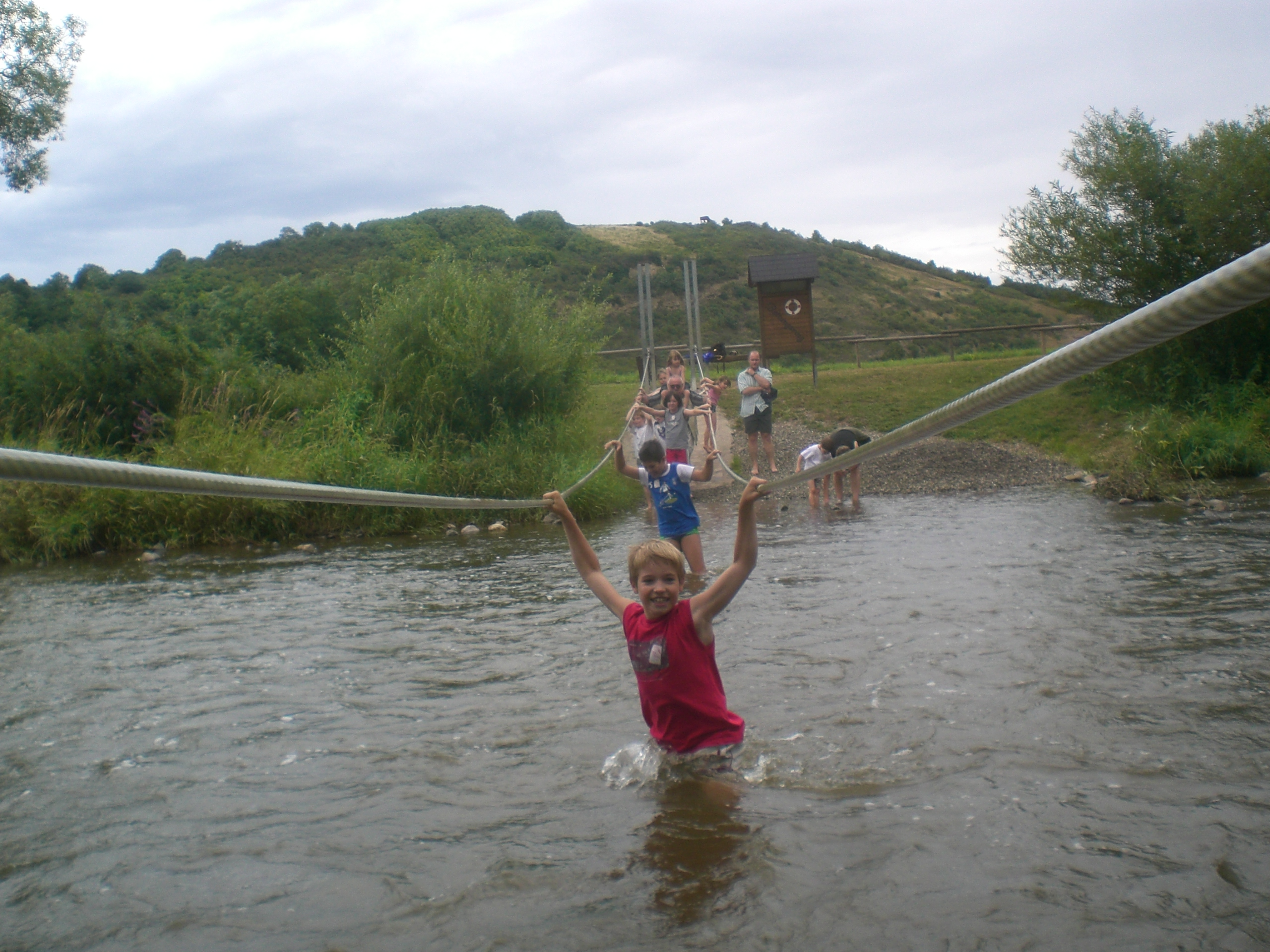

## Nevezetességek
- Templomok
- Városháza (Rathaus)

## Népesség
A település népességének változása:
| Lakosok száma | 6501 | 6573 | 6479 | 6495 | 6484 |
|               | 2017 | 2019 | 2021 | 2022 | 2023 |